# Der Alpenkönig und der Menschenfeind
Der Alpenkönig und der Menschenfeind (en français Le Roi des Alpes et le Misanthrope) est une pièce de Ferdinand Raimund.

## Argument
Alors qu'Astragalus, le roi des Alpes, revient de la chasse avec sa suite, Malchen s'attend à ce que son amant August revienne de ses vacances d'études en Italie. Rappelkopf, devenu un misanthrope à cause de mauvaises expériences, est strictement contre cette connexion. Il déteste sa femme Sophie, qui l'aime toujours, juste parce qu'elle les soutient. Il accuse ses trois premières femmes décédées d'être mortes « par malveillance ».
Lorsque le roi des Alpes apparaît, la femme de chambre de Malchen, Lieschen, s'enfuit avec horreur, car elle a cette croyance :
« Ne savez-vous pas que chaque fille qui voit le roi des Alpes vieillit de quarante ans ? »
Astragalus promet à Malchen et August de les aider et d'assurer un mariage précoce. Dans la maison de Rappelkopf, les domestiques se plaignent du traitement injuste, Sophie tente de les calmer en disant qu'elle a demandé à son frère Silberkern de parler sérieusement avec le propriétaire.
Mais Rappelkopf est convaincu que son beau-frère a profité de lui en ruinant un grand magasin vénitien et l'a rendu pauvre. Après avoir appris de Lieschen que les deux jeunes s'étaient rencontrés en secret, il accuse sa femme de le trahir.
Lorsque le serviteur Habakkuk veut piquer la chicorée avec un couteau de cuisine, Rappelkopf soupçonne l'homme complètement étonné qu'il veut l'assassiner au nom de Sophie. Il écrase ses affaires et s'enfuit avec colère dans la forêt.
Il arrive à la hutte du pauvre charbonnier et lui offre de l'argent pour qu'il puisse partir avec sa famille et lui laisser la hutte. Ils quittent malheureusement leur domicile avec une chanson d'adieu.
Astragalus console les parents désespérés et les serviteurs et promet de s'occuper rapidement de la conversion du misanthrope. Avec une inondation, il force Rappelkopf à accepter son plan : Astragalus se transforme en Rappelkopf, lequel prend la forme d'un noyau argenté. Maintenant Rappelkopf doit découvrir comment son ménechme traite brutalement et injustement sa famille et ses serviteurs. Au début, il est d'accord avec sa nature rugueuse, mais bientôt cela devient trop pour lui. Et il doit aussi écouter le fait que son environnement, qu'il a tant dérangé, lui tient toujours, et espère seulement que cela changera pour le mieux. Il exige furieusement qu'Astragalus maudisse sa famille avec un duel : Rappelkopf devrait tirer Rappelkopf, ce qui, selon lui, serait un suicide. Mais Astragalus saute de colère et de désespoir dans le torrent et à ce moment, Rappelkopf et sa famille sont transférés au Temple de la Connaissance. Il promet de changer, surtout parce que Silberkern rapporte que ses avoirs ont été sauvés, il rassemble Malchen et August et les enlace pour leur demander pardon.

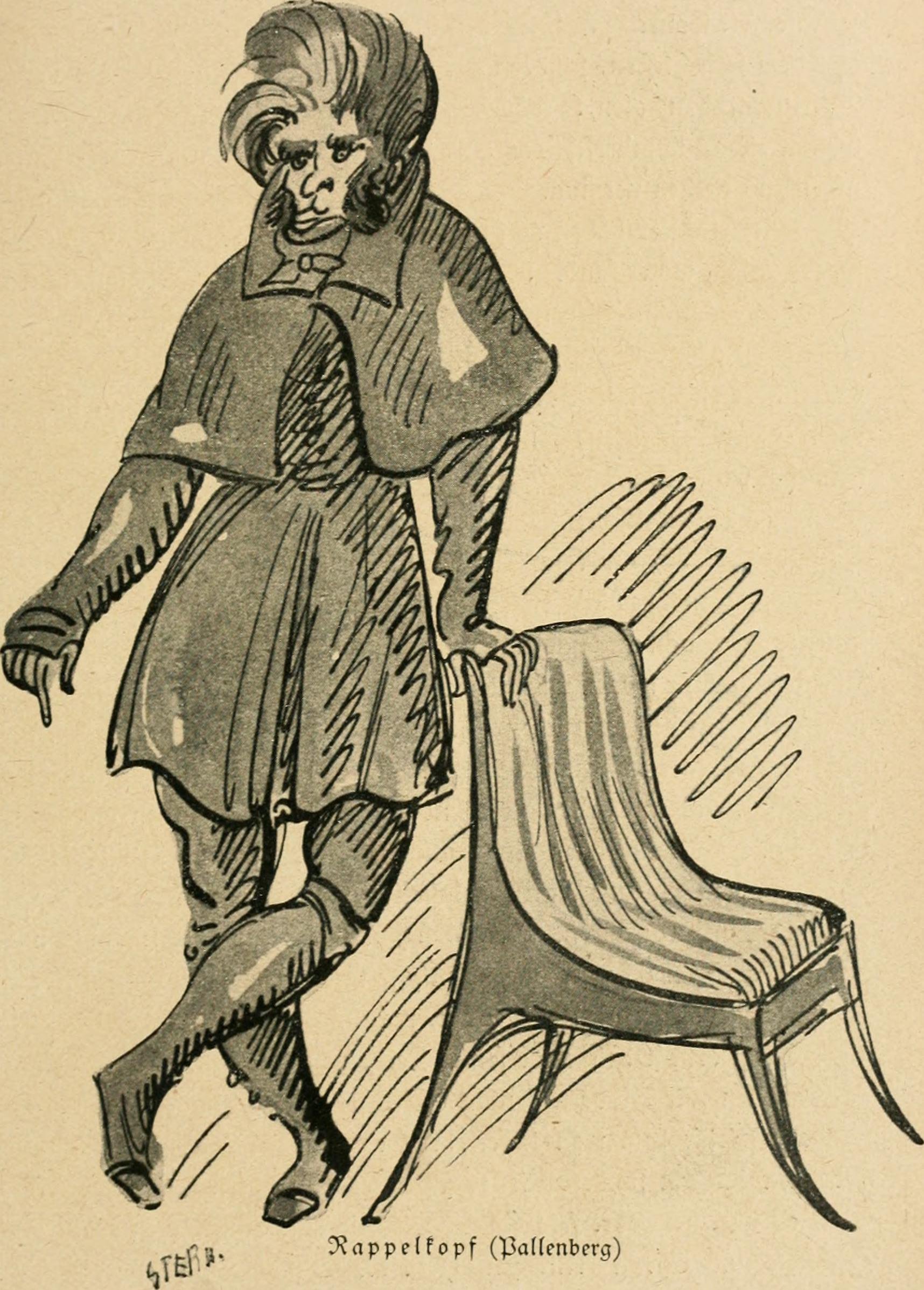
Dessin de Ernst Stern représentant l'acteur autrichien Max Pallenberg, interprétant le personnage de Rappelkopf en 1919.

## Histoire
En l'ayant étudié, il apparaît que l'auteur a créé un autoportrait avec la double personne Rappelkopf/Astragalus dans lequel le misanthrope porte des caractéristiques de lui-même. Cette méfiance, cette illusion de persécution envers tout le monde et chacun reflète également l'atmosphère de l'empire d'Autriche dans la période du Vormärz, dans laquelle M. Biedermeier s'est retiré dans sa propre vie privée et évite le public.
La majeure partie de la pièce est créée dans les grands espaces que Raimund apprécie, une scène le 28 mai 1828 à Hinterbrühl, une deuxième quelques jours plus tard pour son 38e anniversaire (1er juin) à Sparbach. Le reste de la pièce est achevé en juin. Comme toujours avec lui, quand il travaille au grand air, Raimund termine relativement vite. Il qualifie son travail de « Original-Zauberspiel » pour indiquer qu'il n'y a pas de modèle littéraire, mais que la fable avec le problème psychologique qu'il contient est sa propre invention.
Raimund avait utilisé l'idée de l'auto-confrontation plus tôt, deux fois dans Das Mädchen aus der Feenwelt oder Der Bauer als Millionär, à savoir Wurzel/La Jeunesse et Wurzel/La Vieillesse et plus tard dans Der Verschwender avec Flottwell/Bettler.
Raimund interprète Rappelkopf, Katharina Ennöckl sa femme Sophie, Franz Tomaselli Habakkuk.

## Source de la traduction
- (de) Cet article est partiellement ou en totalité issu de l’article de Wikipédia en allemand intitulé « Der Alpenkönig und der Menschenfeind » (voir la liste des auteurs).